# Meier Eidelheit
Meier "Maks" Eidelheit (6 de julio de 1910 - marzo de 1943) fue un matemático polaco perteneciente a la Escuela de Matemáticas de Leópolis que trabajaba en Leópolis, asesinado durante el Holocausto.

## Semblanza
Meier Eidelheit dejó el liceo de Leópolis en 1929, desde donde pasó a estudiar matemáticas en la facultad científica de Leópolis, completando su estudio en  en 1933 con una tesis sobre la teoría de sumatorio.
En 1938, con Stefan Banach como supervisor, obtuvo un doctorado de Jan-Kazimierz-University of Lwów con un  Dissertation über die Auflösbarkeit eines linearen Gleichungssystems mit unendlich vielen Unbekannten.
De 1933 a 1939 impartió conferencias privadas;
desde el 31 de enero de 1939 en adelante fue profesor asistente de Analysis,
desde el 21 de marzo de 1941 fue candidato a la cátedra .
Trabajó principalmente en Análisis funcional.
Sobre la base de su artículo de 1936 sobre convexidad en espacio vectorial normado lineales,
Las versiones geométricas del teorema del hiperplano de separación también se conocen (en alemán) como Trennungssatz von Eidelheit (teorema de separación de Eidelheit).
Un teorema sobre la solubilidad de ciertos sistemas infinitos de ecuaciones en Espacio de Fréchet también lleva su nombre.
Eidelheit publicó seis artículos en  Studia Mathematica de 1936 a 1940; un séptimo se imprimió póstumamente. Eidelheit contribuyó activamente al Libro escocés, planteando los problemas 172, 173, 174, 176 y 188.
y respondiendo el problema 26 (Mazur), 64 (Mazur), 162 (Steinhaus) y 176 (Eidelheit).
Meier Eidelheit fue asesinado en el Holocausto en marzo de 1943.
Su artículo publicado póstumamente Quelques remarques sur les fonctionelles linéaires en el volumen 10 del  Studia Mathematica tenía el prefacio de las siguientes líneas:
"L'auteur de ce travail a été Assassiné par les Allemands en mars de 1943. Le manuscrit qu'il fut parvenir à la Rédaction en 1941 a été retrouvé récemment entre les papiers laissés par S. Banach".
(en inglés: El autor de esta obra fue asesinado en marzo de 1943 por los alemanes.
El manuscrito, que llegó a la redacción en 1941, fue encontrado recientemente entre los escritos dejados por S. Banach.)